# Boris Gurevich (luchador, 1931)
Boris Gurevich (Moscú, Unión Soviética, 23 de marzo de 1931-10 de enero de 1995) fue un deportista soviético especialista en lucha grecorromana donde llegó a ser campeón olímpico en Helsinki 1952.

## Carrera deportiva
En los Juegos Olímpicos de 1952 celebrados en Helsinki ganó la medalla de oro en lucha grecorromana estilo peso mosca, por delante del italiano Ignazio Fabra (plata) y del finlandés Leo Honkala (bronce).